# Päpstliches Institut Santa Maria dell’Anima
Das Päpstliche Institut Santa Maria dell’Anima (lateinisch Pontificium Teutonicum S. Maria dell’Anima, italienisch Collegio Teutonico di Santa Maria dell’Anima, kurz Anima) ist eine römisch-katholische Einrichtung in Rom, die um die Wende zum 15. Jahrhundert als Pilgerhospiz gegründet wurde und heute neben der Seelsorge für deutschsprachige Gläubige in Rom auch Sitz eines Priesterkollegs ist, die sich zu vertieften theologischen Studien in Rom aufhalten.
Für den Bestand von Gemeinde und Kolleg der „Anima“ sind die Deutsche und die Österreichische Bischofskonferenz gemeinsam verantwortlich.
Das heutige Institut versteht sich als europäische Institution, geprägt durch Vielfalt; im Kolleg leben elf verschiedene „Nationen“ unter einem Dach.

## Überblick über die Geschichte der Institution/Stiftung
In der Bulle des Papstes Bonifatius IX. Quanto frequentius vom 9. November 1399 werden Jan Pieterszoon von Dordrecht und seine Frau Catharina als Gründer des Hospizes genannt:

“Ad perpetuam Rei memoriam. Praeclara instituta charitatis, quaeque potissimum in hac Urbe vigerent, omni studio promovere ac tueri Apostolici muneris esse reputarunt Christi vices gerentes in terris Romani Pontifices. Hoc porro factum esse constat de Hospitio Theutonico S. Mariae de Anima nuncupato, quod 1399 erectum est in Urbe tum liberalitate Joannis Petri Joanis Dortracensis ejusque uxoris dioecesis Trajectensis in Belgio; donatae quippe fuerunt ab ipsis conjugibus tres eorum domus in regione Parionis prope forum Agonale ad exstruendum hospitum pro pauperibus Theutonicae nationis sive in Urbe morantibus, sive ad Urbem adventantibus, tum vero etiam largitate Petri de Niem, Clerici Paderbornensis Apostolicarum Litterarum scriptoris, qui in eundem finem septem domos cum vinea donavit, suc ut alter salutaris hujusce operis auctor jure merito habeatur. Jamvere hujusmodi charitatis institutum ubi primum fundatum est, Apostolocis ipsum Litteris Bonifacius IX. Praecessor Noster commendavit.”

„Zur bleibenden Erinnerung. An die hervorragenden karitativen Einrichtungen, die vor allem in dieser Stadt blühten, betrachteten es die Römischen Päpste, die die Stelle Christi auf Erden vertreten, als apostolische Pflicht, diese mit aller Sorgfalt zu fördern und zu schützen. Dies ist offensichtlich der Fall bei dem Deutschen Hospiz St. Maria dell'Anima, das 1399 in der Stadt durch die Großzügigkeit von Jan Pieterszoon von Dordrecht und seiner Frau aus der Diözese Utrecht in Belgien gegründet wurde; denn von diesem Ehepaar wurden drei ihrer Häuser im Parione-Viertel in der Nähe des Piazza Navona für den Bau eines Hospizes für die Armen der deutschen Nation, sei es für diejenigen, die in der Stadt wohnen, sei es für diejenigen, die in die Stadt kommen, gespendet. Weiterhin wurde durch die Großzügigkeit von Peter von Niem, einem Kleriker aus Paderborn und Schreiber der Apostolischen Briefe, der sieben Häuser mit einem Weinberg zu demselben Zweck spendete, dieser zu Recht und mit Fug und Recht als ein weiterer Gründer dieses wohltätigen Werkes angesehen. Sobald diese karitative Einrichtung gegründet war, wurde sie von unserem Vorgänger Bonifatius IX. in Apostolischen Briefen empfohlen.“

Der päpstliche Skriptor und Abbreviator Dietrich von Nieheim († 22. März 1418) vermehrte das Vermögen durch Schenkungen, gründete eine Bruderschaft zu Ehren Mariens und erreichte, dass die Stiftung am 20. Juni 1406 unter den Schutz des Heiligen Stuhls gestellt wurde.
Das zum Hospiz gehörende Oratorium wurde 1431 bis 1433 durch Spenden zu einer gotischen Kirche erweitert und 1499 bis 1542 durch einen Neubau ersetzt. Die Kirche trägt den Namen Santa Maria dell’Anima.
Seit dem 19. und 20. Jahrhundert gab es unterschiedliche Bezeichnungen, darunter „Österreichisches National-Institut/Kirche“ oder „Deutsche National-Stiftung/Priesterkolleg“.

## Kirche
Zum Institut gehört die Kirche Santa Maria dell’Anima, die ehemals katholische Nationalkirche für die Einwohner des Heiligen Römischen Reiches. Seit 1859 ist sie de facto die Kirche der deutschsprachigen Katholiken in Rom, seit 1909 de jure anerkannt. Papst Hadrian VI. († 1523) ist im Chor der Kirche begraben.

## Priesterkolleg
1859 wurde die Stiftung neu organisiert. 1860 wurde Michael Gaßner von Kaiser Franz Joseph I. als Nachfolger von Alois Flir zum Rektor der Anima in Rom bestätigt. Gaßner reorganisierte die Struktur und Aufbau der Anima. Grundlage dafür war eben das Breve „Praeclara instituta“ vom 15. März 1859 von Papst Pius IX. mit Einrichtung des Priesterkollegs und des Pilgerhospizes. 1863 wurde ein Studienkolleg mit vorläufig acht Priestern eröffnet. Ein Jahr später war er eingebunden in die Gründung des Katholischen Gesellenvereins in Rom, dem er die Räumlichkeiten in der Anima zur Verfügung stellte.
Der Rektor wird vom Papst ernannt, bis 1915 wurde er vom österreichisch-ungarischen Monarchen Franz Joseph I. bestätigt. Im Kolleg werden Priester aus jenen Diözesen aufgenommen, die 1806 Teil des Heiligen Römischen Reiches waren, wenn sie in Rom studieren. Zwischen 1859 und 1915 wohnten zudem viele Priester am Kolleg, arbeiteten auch als Kapläne in der Kirche Santa Maria dell’Anima, die nicht deutscher Nationalität waren. Den Großteil entsandten die Kölner Bischöfe (insgesamt 35). Aus Brixen kamen 22 Priester, die von der Nationalität her Deutsche, Italiener und Ladiner waren, gefolgt von Luxemburg (17). Insgesamt waren es bis in die 1950er Jahre etwa 400 Priester, die an der Anima während ihres Rom-Studiums lebten und tlw. auch als Kapläne in der Kirche wirkten. Heute umfassen die Herkunftsländer der Priester insbesondere Deutschland, Österreich, Tschechische Republik, Niederlande, Belgien, Rumänien, Slowakei, Slowenien und Kroatien.
Viele dieser Priester machten Karriere in der Kirche und wurden somit einer breiteren Öffentlichkeit bekannt. Es befinden sich unter diesen „Animalen“ mehrere Kardinäle, Bischöfe, Theologen und Politiker. Darunter: Kardinal Franz Xaver Nagl, Kardinal und Erzbischof von Köln Josef Frings, Kardinal und Erzbischof von Köln Felix von Hartmann, Kardinal und Erzbischof von Olmütz Lev Skrbenský, Kardinal und Erzbischof von München Michael Faulhaber, Kardinal und Erzbischof von Prag Karel Kaspar, Bischof von Linz Franz Doppelbauer, Bischof von Triest/Lavan Andrej Karlin, Bischof von Eichstätt Johannes Leo von Mergel, Bischof von Limburg Augustinus Kilian, Bischof von Mainz Heinrich Brück, Bischof von Stockholm Johann Erik Müller, Bischof von Satu Mare und Oradea Mare János Scheffler (2011 seliggesprochen). Unter den Weihbischöfen sind zu nennen: Godfried Marschall, Johann Baptist Schneider und Josef Pfluger (Erzdiözese Wien).
Einige ehemalige Kollegiaten waren politisch aktiv und wurden zu Abgeordneten ihrer Parlamente gewählt, wie etwa Karl Drexel, Jakob Thanisch und Ignacij Žitnik.
Auch nach dem Zusammenbruch der Habsburgermonarchie und damit dem Wegfall des Patrons war die Priesterschaft multinational und kam aus vielen Ländern. Unter den Bekannteren finden sich Bischöfe, wie etwa Stefan Laszlo.
Das Kolleg gilt als „Kaderschmiede“ für Karrieren in der römisch-katholischen Kirche. Die Seelsorge der deutschsprechenden katholischen Gemeinde in Rom wird von Priestern des Kollegs wahrgenommen.

## Rektoren
Der Rektor der Anima wird von der Österreichischen Bischofskonferenz ausgewählt und von der Deutschen Bischofskonferenz bestätigt.
- Alois Flir (1805–1859), Rektor von 1853 bis 1859
- Michael Gaßner, Rektor von 1860 bis 1872
- Carl Jänig, Rektor von 1872 bis 1887
- Franz Maria Doppelbauer (1845–1908), Rektor von 1887 bis 1888, später Bischof von Linz
- Franz Xaver Nagl (1855–1913), Rektor von 1888 bis 1902, später Erzbischof von Wien und Kardinal
- Josef Lohninger (1866–1926), Rektor von 1902 bis 1913
- Maximilian Brenner (1874–1937), Rektor von 1913 bis 1937
- Alois Hudal (1885–1963), Bischof seit 1933, Rektor von 1937 bis 1952 (Koadjutor cum iure successionis 1923–1937)
- Jakob Weinbacher (1901–1985), Rektor von 1952 bis 1961, später Weihbischof in Wien
- Alois Stöger (1904–1999), Rektor von 1961 bis 1967, später Weihbischof in St. Pölten
- Franz Wasner (1905–1992), Rektor von 1967 bis 1981
- Johannes Nedbal (1934–2002), Rektor von 1981 bis 1998
- Richard Mathes (1940–2005), Rektor von 1998 bis 2004
- Johann Hörist (1961–2007), Rektor von 2004 bis 2007
- Gerhard Hörting (* 1972), Rektor ad interim 2007/08
- Franz Xaver Brandmayr (* 1956), Rektor von 2008 bis 2020
- Michael Max (* 1970), Rektor seit September 2020[9][10]

## Archiv
Neben der Kirche, dem Gemeindezentrum und dem Kolleg beherbergt die Anima ein Archiv zur Geschichte der Institution seit dem 14. Jahrhundert, darunter eine Sammlung von Urkunden, Pilgerlisten, Rechnungen (inkl. Aufträge für Künstler), und Korrespondenzen der Rektoren.